# Tyrotama incerta
Tyrotama incerta là một loài nhện trong họ Hersiliidae. T. incerta được miêu tả năm 1920 bởi R. W. E. Tucker.